# エルププリンツ

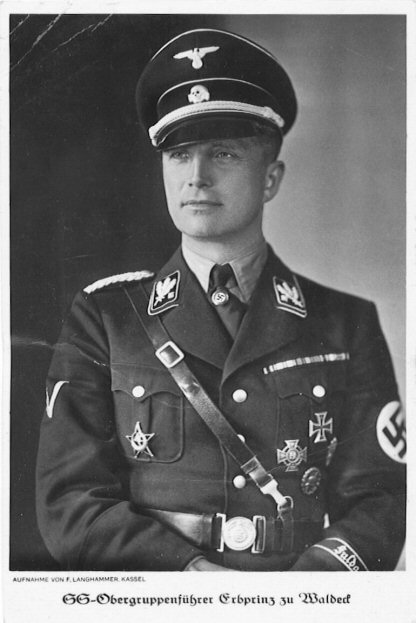
ヴァルデック＝ピルモント侯世子ヨシアス（1896年 - 1967年）。後にナチス親衛隊大将まで昇進した。

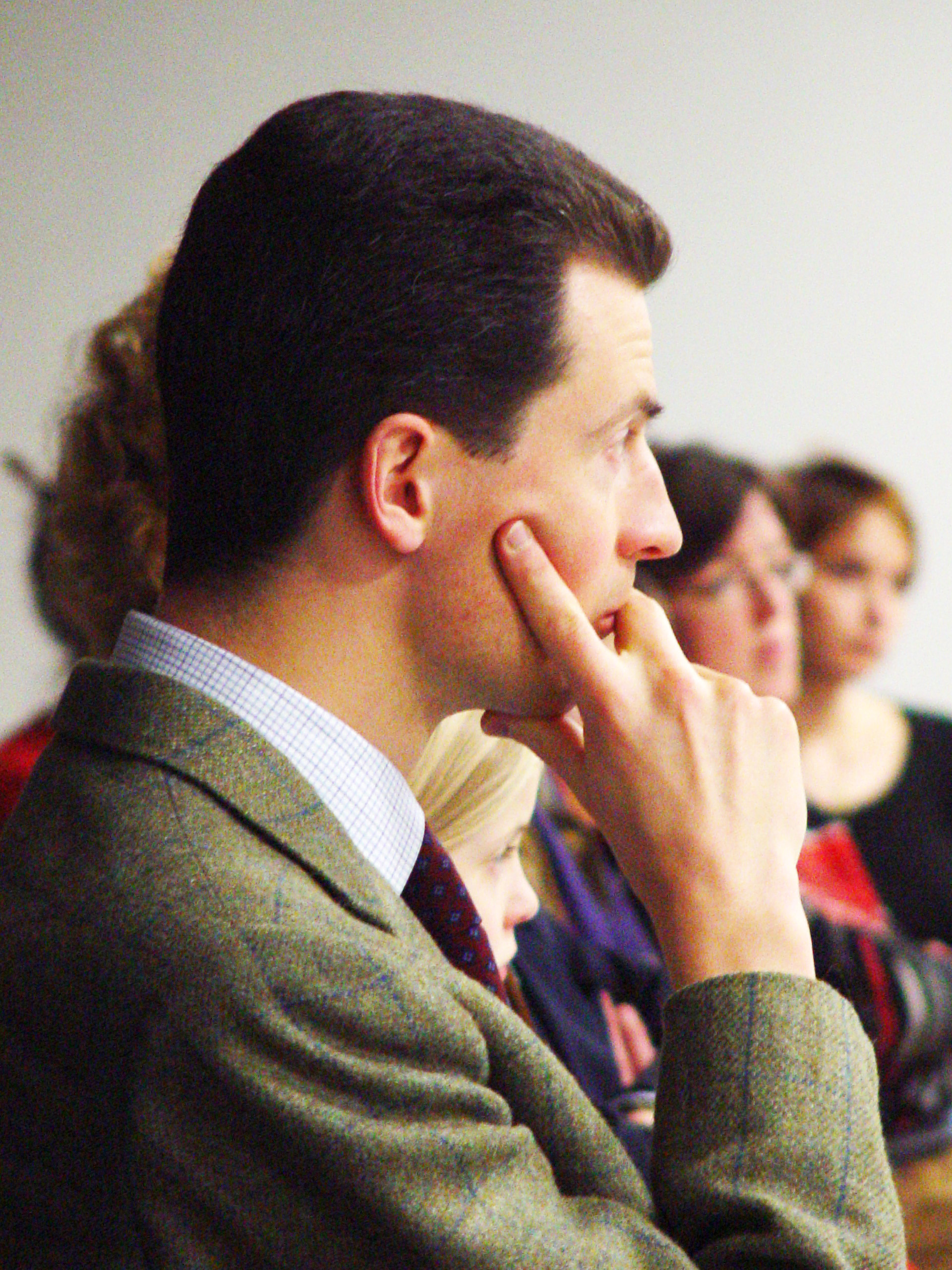
リヒテンシュタイン公世子アロイス（1968年 - ）は、現在も法的に「エルププリンツ」の称号を有している。

エルププリンツ（ドイツ語: Erbprinz）は、ドイツ語圏（神聖ローマ帝国、ドイツ連邦、ドイツ帝国など）の諸侯の法定推定相続人が名乗る称号。フランス語圏においては、プランス・エレディテール（prince héréditaire）またはプランス・エリティエ（prince héritier）の称号が同様に用いられる。国家主権ないし等族領主身分を有する諸侯（王より下位の公爵、フュルストなど）の法定推定相続人が帯びた。諸侯家のほとんどは世襲制度としてサリカ法典に準拠する父系長子相続制を採用していたため、エルププリンツの称号は現君主の最年長の男子（または最近親の父系親族）に与えられた。1919年のヴァイマル憲法の制定により、ドイツ国内における他の貴族称号とともに廃止された。日本語では皇太子と訳されることも多いが、相続する称号に応じて公世子、侯世子の訳語が充てられることもある。

## 概要
ドイツ帝国の大公、公爵、侯爵（フュルスト）、辺境伯、方伯の法定推定相続人を、その他の親族男子たちと区別して扱うために、伝統的に用いられてきたエルププリンツの称号は、1918年のドイツ革命に伴い公的には姿を消すことになった。1919年8月14日に施行されたヴァイマル憲法は、貴族という身分上の特権および世襲貴族の存在を否定しており、それまでは生得的な称号（Erstgeburtstitel）であったエルププリンツの称号も、一部の家族や個人のみが有する（世襲的な）権利を認めず、国家公民としての権利のみを認めるヴァイマル共和政の下では廃止された。
しかしドイツの旧諸侯家の子孫や旧貴族団体は、貴族称号の歴史学・系譜学上の意義や、諸侯家が伝えてきた伝統文化の保護という観点から、貴族称号を使用し続けることを主張した。現在、ヘッセン大公家、バーデン大公家、アンハルト公爵家を始め、その他55の旧独立領邦君主家および陪臣化（Mediatisierung）された諸侯家の次期家督相続者が、いわゆる「血統的権利（Hausrechtlicher Regelung）」に基づいて、私的に「エルププリンツ」の称号を使用している。
ドイツ語圏では皇帝・国王の法定推定相続人（皇太子/王太子）は「クロンプリンツ（Kronprinz）」と呼ばれていた。大公（Großherzog）、公（Herzog）の長子は、その身分の高さを強調するために「エルプグロスヘルツォーク（Erbgroßherzog）」（大公世子）、「エルプヘルツォーク（Erbherzog）」（公世子）と名乗る場合が多かった。1866年まで存在した選帝侯の法定推定相続人は、特に「クーアプリンツ（Kurprinz）」と区別して呼ばれた。帝国伯（ライヒスグラーフ/Reichsgraf）の法定推定相続人の称号は、「エルプグラーフ（Erbgraf）」（伯世子）である。
こういった称号は、リヒテンシュタイン公国（侯国）、ルクセンブルク大公国およびモナコ公国では現在も使われている。リヒテンシュタイン公（侯）ハンス・アダム2世の長男アロイスはリヒテンシュタイン公世子（侯世子）（独：Erbprinz von und zu Liechtenstein）の称号を、ルクセンブルク大公アンリの長男ギヨームがルクセンブルク大公世子（仏:Grand-Duc Héritier de Luxembourg ／独:Erbgroßherzog von Luxemburg）およびナッサウ公世子（仏：Prince Héritier de Nassau／独：Erbprinz von Nassau）の称号を用いている。モナコ公アルベール2世も、2005年に即位する前はモナコ公世子（仏：prince héréditaire de Monaco）の称号を用いていた。